# Canton de Legé
Le canton de Legé est une ancienne division administrative et circonscription électorale française, située dans le département de la Loire-Atlantique (région Pays de la Loire).

## Histoire
- De 1833 à 1848, les cantons de Legé et de Machecoul avaient le même conseiller général. Le nombre de conseillers généraux était limité à 30 par département[1].

## Composition
Les données présentées sont issues des études de l'Insee.
| Nom               | Code Insee | Intercommunalité       | Superficie (km2) | Population (dernière pop. légale) | Densité (hab./km2) |
| ----------------- | ---------- | ---------------------- | ---------------- | --------------------------------- | ------------------ |
| Legé (chef-lieu)  | 44081      | CC Sud Retz Atlantique | 63,32            | 4 490 (2014)                      | 71                 |
| Corcoué-sur-Logne | 44156      | CC Sud Retz Atlantique | 50,39            | 2 767 (2014)                      | 55                 |
| Touvois           | 44206      | CC Sud Retz Atlantique | 39,21            | 1 746 (2014)                      | 45                 |

Ces trois communes constituent également la communauté de communes Loire-Atlantique méridionale.

## Représentation

### Conseillers généraux de 1833 à 2015
| Période | Période      | Identité                                             | Étiquette            | Qualité |
| ------- | ------------ | ---------------------------------------------------- | -------------------- | --- |
| 1833    | 1836         | Jean Aimé Tardiveau                                  |                      | Médecin à Machecoul |
| 1836    | 1842         | Barnabé Ménard (1772-1843)                           |                      | Ancien négociant à Nantes |
| 1842    | 1848         | Vicomte Ernest François Paulin Théodore de Cornulier |                      | Propriétaire, ancien lieutenant de vaisseau Conseiller municipal de Nantes                                                                         |
| 1848    | 1852         | Henri Charles Patrice de Goulaine                    |                      | Propriétaire à Saint-Étienne-de-Corcoué Conseiller municipal de Nantes                                                                             |
| 1852    | 1868 (décès) | François Célestin Vrignaud (1801-1868)               |                      | Juge de paix, avocat, notaire, Touvois |
| 1868    | 1871         | Alphonse Jules Ménard (1815-1873, fils de B.Ménard)  |                      | Propriétaire à Nantes |
| 1871    | 1886 (décès) | Alexandre Robiou de la Vrignais                      | Droite               | Ingénieur naval, inspecteur général du Génie maritime Sénateur de la Loire-Inférieure (1876-1886) Propriétaire du Château de Bois Chevalier à Legé |
| 1886    | 1922 (décès) | Marquis Marie Henri Donatien Alphonse de Goulaine    | Droite monarchiste   | Ancien officier de cavalerie, propriétaire foncier Maire de Saint-Étienne-de-Corcoué                                                               |
| 1922    | 1931         | Jacques Rousselot                                    | Conservateur         | Propriétaire à Nantes |
| 1931    | 1940         | Marquis Mathieu de Goulaine                          | Union Nationale- PSF | Propriétaire foncier Maire de Saint-Étienne-de-Corcoué                                                                                             |
|         |              |                                                      |                      | |
| 1943    | 1945         | Bernard Dupuy                                        |                      | Maire de Legé (1945) Nommé conseiller départemental en 1943                                                                                        |
|         |              |                                                      |                      | |
| 1945    | 1951 (décès) | Yves Guinaudeau (1894-1951)                          | Droite               | Avocat au barreau de Nantes, élu bâtonnier le 17 juin 1939 Président de la Conférence des bâtonniers en 1948                                       |
| 1951    | 1964         | Fabien Musseau                                       | Centriste            | Représentant de commerce Maire de Legé (1945-1967)                                                                                                 |
| 1964    | 1976         | Robert de Goulaine                                   | DVD                  | Propriétaire viticulteur Maire de Saint-Étienne-de-Corcoué (1961-1971) puis de Corcoué-sur-Logne (1971-1975)                                       |
| 1976    | 1987 (décès) | Louis Marcetteau                                     | UDF-PR               | Géomètre-expert Maire de Legé (1977-1987) |
| 1987    | 1994         | Marcel Barteau                                       | RPR puis UDF         | Chef d'entreprise Maire de Touvois (1981-1995) |
| 1994    | 2015         | Claude Naud                                          | DVG                  | Fonctionnaire Maire de Corcoué-sur-Logne (depuis 2008)                                                                                             |

### Conseillers d'arrondissement (de 1833 à 1940)
| Période                                  | Période      | Identité                                                             | Étiquette       | Qualité |
| ---------------------------------------- | ------------ | -------------------------------------------------------------------- | --------------- | --- |
| 1833                                     | 1836         | Barnabé Ménard                                                       |                 | Négociant, propriétaire à Legé                                                                              |
| 1836                                     | 1839         | Jacques Prudent Aimé Goëau de La Chauvinière (1787-1852)             |                 | Chirurgien, propriétaire à Legé                                                                             |
|                                          |              |                                                                      |                 | |
| 1842                                     | 1845         | M. de L'Espenay                                                      |                 | Propriétaire à Legé                                                                                         |
| 1845                                     | 1848         | François Célestin Vrignaud                                           |                 | Juge de paix à Legé, propriétaire à Touvois                                                                 |
|                                          |              |                                                                      |                 | |
|                                          | 1900 (décès) | M. Brindeau                                                          |                 | |
|                                          |              |                                                                      |                 | |
| 1907                                     |              | Georges Espivent de la Villesboisnet                                 |                 | Propriétaire à Legé et à Gorges                                                                             |
|                                          |              |                                                                      |                 | |
| 1919                                     |              | René Violleau                                                        |                 | Maire de Legé                                                                                               |
|                                          |              |                                                                      |                 | |
| 1934                                     | 1939 (décès) | Baron Richard de Pichon Longueville (gendre du précédent, 1867-1939) | Union nationale | Ancien officier, propriétaire à Legé                                                                        |
| 1940                                     |              |                                                                      |                 | Les conseils d'arrondissement ont été suspendus par la loi du 12 octobre 1940 et n'ont jamais été réactivés |
| Les données manquantes sont à compléter. |              |                                                                      |                 | |

## Démographie
| 1962  | 1968  | 1975  | 1982  | 1990  | 1999  | 2006  | 2011  | 2012  |
| ----- | ----- | ----- | ----- | ----- | ----- | ----- | ----- | ----- |
| 7 023 | 6 960 | 6 654 | 6 721 | 6 831 | 6 877 | 7 699 | 8 654 | 8 727 |